# 天主教清化教區
天主教清化教區（拉丁語：Dioecesis de Thanh Hoa）是越南一個羅馬天主教教區。屬河內總教區。包括清化省全省。
2010年有教友137,195人、51個堂區、60名司鐸。現任主教為阮志靈。其座堂是聖母無原罪座堂。
1932年5月7日設代牧區。1960年11月24日升為教區。